# Heléne Marie Lucie Elissague
Hélène Marie Lucie Elissague (3 de marzo de 1896 en Bagneres de Bigorre, y falleció el 25 de septiembre de 1981 en San Juan de Luz) fue una pintora vascofrancesa, originaria del pueblo de Sare (frontera del País Vasco y Francia). 

## Biografía
Hélène Marie Lucie Elissague fue una pintora procedente del País Vasco, originaria del pueblo de Sare (frontera del País Vasco y Francia). Nació el 3 de marzo de 1896 en Bagneres de Bigorre, y falleció el 25 de septiembre de 1981 en San Juan de Luz. Comenzó a pintar a los 13 años en Inglaterra, estudió en Paris, más concretamente en la ciudad de Jullien. En 1918 contrajo matrimonio con un retratista francés llamado Henry de La Tourasse.
Con respecto a su carrera artística podemos apreciar como sus obras triunfaron en diferentes ocasiones estando en las exposiciones más prestigiosas de la época. En primer lugar, destacamos lo que se podría definir como su “primer gran éxito”, este fue la exposición de Bayona donde se dio a conocer por sus obras y su estilo. En segundo lugar, encontramos como 7 años después algunas de sus obras estuvieron presentes en la exposición internacional de París de 1937, pero en esta última no prodigó sus exposiciones.
Cabe destacar la presencia en su vida de otros artistas que le ayudaron a impulsar su carrera destacando los nombres de Maurice Denis y Ramiro Arrue. Gracias a este último, tuvo más fácil el acceso a la asociación de artistas vascos, además junto a él y su marido organizaba excursiones con Philippe Veyrin y Mlle. Orbegozo para pintar al aire libre al otro lado de la frontera. El Libro de Oro de la Patria la dio a conocer en Hegoalde y, con posterioridad, Editorial Auñamendi.

## Pintura
Con respecto a las temáticas de sus pinturas, tuvo mucha relevancia con sus retratos. También era muy popular debido a la temática regionalista vasca en la que dibujaba paisajes y escenas campesinas y marinas. Dentro de estas obras ella las expresaba con cierto grado de cubismo, gran fuerza y un característico sentido del color. Por lo general pintó sobre todo por grandes planos y destacó por su composición.
Algunas de sus obras las podemos en el Musée Basque, como son el caso de Partie de pelote y Portrait des Fréres Arrayet, champions de pelote (una de sus obras más modernas). También podemos encontrar obras suyas en la Federación de Pelota Vasca. Tras la guerra, Helene Elizaga y su marido se dedicaron a la colaboración con esta federación anteriormente mencionada, pero tras darse cuenta de la escasa venta de sus obras, también comenzaron a dedicarse a la restauración y a la artesanía. Tras unos años, en 1950, Elizaga comenzó a distanciarse del mundo artístico, y comienza a dedicarse prácticamente a la restauración de cuadros, en varias ocasiones con su marido. 

## Entrevista
Fue entrevistada por Idoia Estornés y Edorta Kortadi en San Juan de Luz, donde residió los 46 últimos años de su vida, en 1980. En esta entrevista publicada por la revista Muga comenta su evolución: "Al volver de París hice cosas impresionistas, a pesar de que el impresionismo era ya cosa acabada. La no figuración jamás me tentó, y el motivo por el que, a ustedes, algunos de mis cuadros les parecen intentos cubistas, tal vez resida en que mi temperamento tendía hacia lo que me permitiera una gran violencia y, ante todo, mucha libertad, una libertad incluidos en el toque, en la pincelada (..) lo del cubismo me lo inventé yo sola. Inicié una técnica que consistía en lugar de modelar en redondo sobre la carne, en pintar por segmentos de color, y lo que no era sino una técnica para los personajes la fui aplicando al resto de mis cuadros". "No utilicé fotografía más que en contados retratos. En las grandes escenas con figuras humanas hacía yo misma la composición y después utilizaba modelos que posaban."

## Obras
El retrato de los hermanos Arrayet, una obra de Hélene Elizaga que se encuentra en el Musée Basquet, es un lienzo sobre oleo. La temática se basa en las costumbres populares del País Vasco, ya que en este caso se muestra un retrato de dos hermanos jugadores de la pelota vasca. Las vestimentas blancas y las pelotas de juego en sus manos nos indican la condición de la obra, que junto a la estética de fondo de casas típicas del País Vasco.
Otras de sus obras pertenecientes a la colección del Musée Basque de Bayonne: Le Retour du troupeau de brebis à Sare (óleo), Village d'Ainhoa (óleo), Portrait de Thérèse de la Tourasse (1940 o 1941, pastel) y Portrait de Thérèse de la Tourasse en 1956 (1956, óleo s/madera), donados junto con la paleta de la artista al museo por su nuera Madame Guy Sorbiers de la Tourasse en 1993.
Fresco de la capilla N. D. de L'Aubépine de Ainhoa, Aldun Beheria, Maison à Sare (óleo, en la Abadía N.D. de Belloc de Urt; es la casa en que nació su padre), Vue du port de Saint-Jean-de-Luz et quai Ravel de Ciboure (óleo), Femmes portant de cruches (carbón) y Vue d'Ahetze (óleo s/contrachapado).